# La Patrie d'abord !!!
Pour plus de détails, voir Fiche technique et Distribution.
La patrie d'abord!!! est un film camerounais écrit, produit et réalisé par Thierry Ntamack sorti en  2016 au Cameroun pour rendre hommage  a l'armée camerounaise en lutte contre l'organisation terroriste Boko Haram. Ce premier film de guerre camerounais a bénéficié du soutien des forces armées.

## Synopsis
Arthur Ngando est un officier de l’armée camerounaise. Il est au bord du divorce avec son épouse Rachel. En même temps, à la frontière camerounaise, une bande armée de malfrats semant la terreur depuis quelques semaines vient de prendre en otage le Dr. Elisabeth Missel, médecin canadienne affectée bénévolement à la mission catholique de Marienberg.
Alors qu’il a de la peine à éteindre le feu dans son propre foyer, voilà que le commandant Arthur Ngando se voit urgemment confier la lourde tâche d’aller avec son bataillon éteindre le feu à la frontière

## Distribution
- Thierry Ntamack : commandant Athur Ngando[6]
- Lucie Memba : Rachel Ngando
- Tony Nobody : Gasha
- Jacque-Greg Abessolo : colonel Rigobert Nyobe
- Yolande Bonguella :Yolande
- Amina Pouloh : Aïcha

## Fiche technique
- Producteur : Thierry Ntamack

- Productrice exécutive / Line Producer: Lucie Memba Bos

- Réalisateur : Thierry Ntamack

- Scénario : Thierry Ntamack

- Son : Hervé Guemete

- Image : Yves Njebakal

- Musique originale : Ekang

- Décors : Pierre-Claver Abiassi

- Costumes : La fée Lucie

- Montage : Boté Malongue